# 滚烫唱演家族
滚烫唱演家族是芒果TV节目《披荆斩棘的哥哥》組成之滚烫唱演家族，17人男子演唱组合。
第一代成员包括陈小春、李承铉、张智霖、张淇、言承旭、黄贯中、张晋、林志炫、热狗、欧阳靖、赵文卓、刘迦、周延、高瀚宇、谢天华、白举纲、张云龙。
第二代成员包括苏有朋、吴建豪、张智霖、陈小春、潘玮柏、李承铉、郑钧、林峯、信、张震岳、任贤齐、范世锜、周柏豪、张云龙、吴克群、杨长青、杜德伟。
第三代成员包括陈楚生、林志颖、胡彦斌、王耀庆、王栎鑫、陆毅、张远、张栋梁、伯远、蔡国庆、董寶石（宝石Gem）、李玖哲、信、陳昱榕（瘦子E.SO）、马伯骞、羅傑夫（Jeff Worakamol Satur）、马晓龙。
第四代成员包括李克勤、尤长靖、王铮亮、胡夏、雅 (MIYAVI)、石凯、高卿尘、付辛博、梁龙、黑泽良平 (AKIRA)、徐海乔、韦礼安、早安、符龙飞、庆怜、黄潇、林依轮。
第五代成员包括

## 第一代
| 姓名   | 出生地 | 出生日期       | 最终名次         |
| ------ | ------ | -------------- | ---------------- |
| 陈小春 | 广东   | 1967年7月8日   | 第1名 (X-Fire)   |
| 李承铉 | 美國   | 1984年10月30日 | 第2名 (X-Fire)   |
| 張智霖 | 香港   | 1971年8月27日  | 第3名            |
| 张淇   | 北京   | 1981年1月22日  | 第4名            |
| 言承旭 | 台灣   | 1977年1月1日   | 第5名            |
| 黄贯中 | 香港   | 1964年3月31日  | 第6名            |
| 张晋   | 重庆   | 1974年5月19日  | 第7名 (X-Leader) |
| 林志炫 | 台灣   | 1966年7月6日   | 第8名            |
| 熱狗   | 台灣   | 1978年4月10日  | 第9名            |
| 欧阳靖 | 美國   | 1982年6月4日   | 第10名           |
| 赵文卓 | 黑龍江 | 1972年4月10日  | 第11名           |
| 刘迦   | 江苏   | 1991年9月20日  | 第12名           |
| GAI    | 四川   | 1988年3月22日  | 第13名           |
| 高瀚宇 | 浙江   | 1989年2月6日   | 第14名           |
| 谢天华 | 香港   | 1967年7月15日  | 第15名           |
| 白举纲 | 四川   | 1993年11月2日  | 第16名           |
| 张云龙 | 遼寧   | 1988年3月2日   | 第17名           |

## 第二代
| 姓名   | 出生地 | 出生日期       | 最终名次       |
| ------ | ------ | -------------- | -------------- |
| 苏有朋 | 台湾   | 1973年9月11日  | 第1名+X-Fire   |
| 吴建豪 | 美國   | 1978年8月7日   | 第2名+X-Fire   |
| 张智霖 | 香港   | 1971年8月27日  | 第3名+X-Fire   |
| 陳小春 | 香港   | 1967年7月8日   | 第4名+X-Leader |
| 潘玮柏 | 美國   | 1980年8月6日   | 第5名+X-Man    |
| 李承铉 | 美國   | 1984年10月30日 | 第6名          |
| 郑钧   | 中國   | 1967年11月6日  | 第7名          |
| 林峯   | 中國   | 1979年12月8日  | 第8名          |
| 信     | 台灣   | 1971年5月14日  | 第9名          |
| 张震嶽 | 台灣   | 1974年5月2日   | 第10名         |
| 任贤齐 | 台灣   | 1966年6月23日  | 第11名         |
| 范世錡 | 吉林   | 1992年3月23日  | 第12名         |
| 周柏豪 | 香港   | 1984年11月12日 | 第13名         |
| 张云龙 | 中國   | 1988年3月2日   | 第14名         |
| 吴克群 | 台湾   | 1979年10月18日 | 第15名         |
| 杨长青 | 中國   | 1996年5月14日  | 第16名         |
| 杜德偉 | 香港   | 1962年2月10日  | 第17名         |

## 第三代
| 姓名     | 出生地   | 出生日期       | 最终名次       |
| -------- | -------- | -------------- | -------------- |
| 陳楚生   | 海南     | 1981年7月25日  | 第1名+X-Leader |
| 林志颖   | 台灣     | 1974年10月15日 | 第2名+X-Fire   |
| 胡彥斌   | 上海     | 1983年7月4日   | 第3名+X-Fire   |
| 王耀庆   | 台灣     | 1974年7月15日  | 第4名+X-Fire   |
| 王櫟鑫   | 湖南     | 1989年9月19日  | 第5名          |
| 陸毅     | 上海     | 1976年1月6日   | 第6名          |
| 張遠     | 安徽     | 1985年6月2日   | 第7名          |
| 張棟樑   | 馬來西亞 | 1981年11月29日 | 第8名          |
| 伯遠     | 貴州     | 1993年2月11日  | 第9名          |
| 蔡國慶   | 北京     | 1968年9月17日  | 第10名         |
| 寶石Gem  | 吉林     | 1986年7月20日  | 第11名         |
| 李玖哲   | 美国     | 1980年11月26日 | 第12名         |
| 蘇見信   | 台灣     | 1971年5月14日  | 第13名         |
| 瘦子E.SO | 台灣     | 1987年9月30日  | 第14名         |
| 馬伯騫   | 美国     | 1996年3月20日  | 第15名         |
| 羅傑夫   | 泰國     | 1995年3月6日   | 第16名         |
| 馬曉龍   | 四川     | 1989年4月26日  | 第17名         |

## 第四代
| 姓名     | 团体     | 出生地   | 出生日期       | 最终名次       |
| -------- | -------- | -------- | -------------- | -------------- |
| 尤長靖   | 炙热弟弟 | 馬來西亞 | 1994年9月19日  | 第1名+X-Fire   |
| 王錚亮   | 滚烫哥哥 | 四川     | 1977年11月30日 | 第2名+X-Fire   |
| 胡夏     | 炙热弟弟 | 广西     | 1990年3月1日   | 第3名+X-Fire   |
| 李克勤   | 滚烫哥哥 | 香港     | 1967年12月6日  | 第4名+X-Leader |
| 石原貴雅 | 滚烫哥哥 | 日本     | 1981年9月14日  | 第5名          |
| 石凱     | 炙热弟弟 | 湖南     | 1999年12月14日 | 第6名          |
| 高卿塵   | 炙热弟弟 | 泰国     | 1999年7月11日  | 第7名          |
| 付辛博   | 滚烫哥哥 | 陕西     | 1987年3月5日   | 第8名          |
| 梁龍     | 滚烫哥哥 | 黑龙江   | 1977年10月18日 | 第9名          |
| 黑澤良平 | 滚烫哥哥 | 日本     | 1981年8月23日  | 第10名         |
| 徐海喬   | 滚烫哥哥 | 山东     | 1983年4月17日  | 第11名         |
| 韋禮安   | 滚烫哥哥 | 台湾     | 1987年3月5日   | 第12名         |
| 早安     | 炙热弟弟 | 江苏     | 1993年2月1日   | 第13名         |
| 符龍飛   | 炙热弟弟 | 广东     | 1988年5月21日  | 第14名         |
| 慶憐     | 炙热弟弟 | 美国     | 2001年4月12日  | 第15名         |
| 黃瀟     | 炙热弟弟 | 四川     | 1989年11月9日  | 第16名         |
| 林依倫   | 滚烫哥哥 | 河北     | 1970年4月4日   | 第17名         |